# Station Żyrardów
Station Żyrardów is een spoorwegstation in de Poolse plaats Żyrardów.